# Липинки (Брестская область)
Ли́пинки (бел. Ліпінкі) — деревня на юго-западе Брестского района Брестской области Белоруссии. Входит в состав Домачевского сельсовета.
Население — 59 человек (2023).

## География
Находится в 51,5 км по автодорогам к югу от центра Бреста, в 9 км к югу от центра сельсовета — городского посёлка Домачево, неподалёку от автодороги Брест — Томашовка. Окружена лесом, невдалеке находится остановочный пункт Липинки железнодорожной ветки Брест — Влодава.

## История
В XIX веке — деревня Брестского уезда Гродненской губернии в составе имения Домачево. По X ревизии в 1858 году в деревне числилось 96 ревизских душ. Собственность князя Витгенштейна. В 1876 году в деревне Домачевской волости 71 двор. Перепись 1897 года отметила хлебозапасный магазин.
По Рижскому мирному договору 1921 года — в составе Польши, в гмине Домачево Брестского повета Полесского воеводства, 22 двора.
С 1939 года — в составе БССР. В 1940 году в деревне 70 дворов. 
Во время Великой Отечественной войны гитлеровцы убили 26 жителей, 8 сельчан погибло на фронте. 
В 1948 году организован колхоз имени Жданова. С 1989 года — в колхозе «Беларусь».

## Население
Численность населения на 1 января 2023 года — 59 человек, 34 хозяйств.
Население — 78 человек (2019).
На 1 января 2018 года насчитывалось 74 жителя в 52 хозяйствах, из них 9 младше трудоспособного возраста, 38 — в трудоспособном возрасте и 27 — старше трудоспособного возраста.

## Достопримечательность
- Могила Александра Завидова, № 349, на заставе